# RV Celtic Explorer
Le RV Celtic Explorer est un navire océanographique polyvalent utilisé par la Marine Institute Ireland (en) de Galway en Irlande.

## Histoire
Ce navire a été construit par le chantier naval du Damen Group à Gorinchem aux Pays-Bas.
Il est entré en service en 2003 pour une utilisation dans les domaines de la recherche acoustique des pêcheries, des opérations océanographiques, hydrographiques et géologiques ainsi que des opérations de mouillage de bouée en eau profonde et de Véhicule sous-marin téléguidé (ROV). Le navire peut accueillir 35 personnes, dont 20 à 22 scientifiques. Sa base est le port de Galway qui est situé sur la côte ouest de l’Irlande et offre un accès facile à l’océan Atlantique.
Acoustiquement silencieux il bénéficie d'une grande gamme d'équipements (treuils, chalut, surveillance par caméra, laboratoires secs et humides) et il est adapté pour accueillir une variété de véhicules télécommandés dont le ROV Deepwater Holland I 

## Galerie

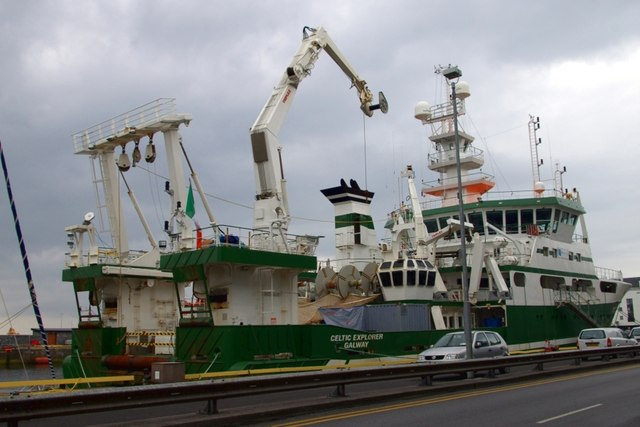
Celtic Explorer
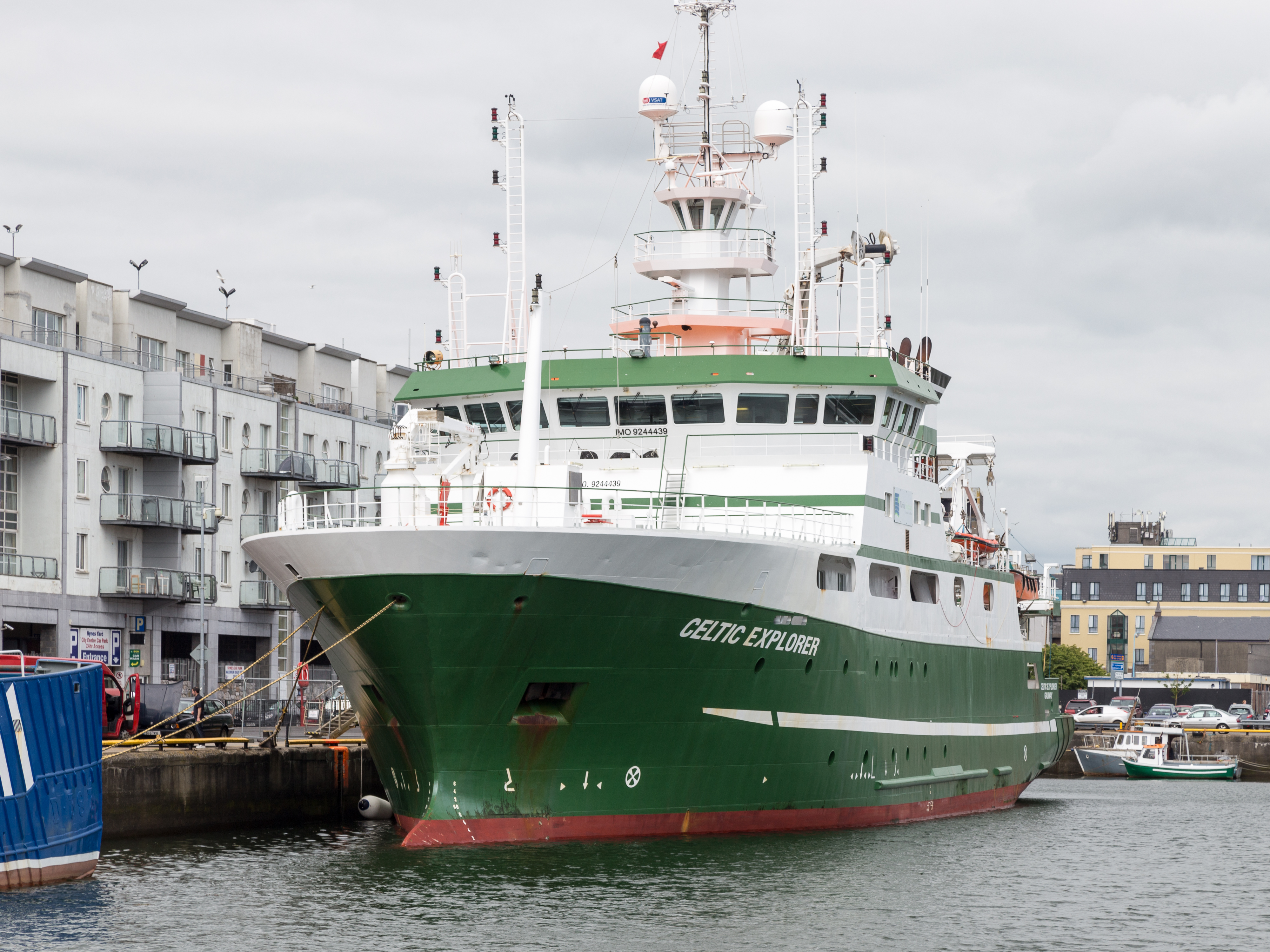
Celtic Explorer

### Note et référence
1. ↑  Deepwater Holland I

- (en) Cet article est partiellement ou en totalité issu de l’article de Wikipédia en anglais intitulé « Celtic Explorer » (voir la liste des auteurs).